# Spacer brzegiem morza (obraz Joaquína Sorolli)
Spacer brzegiem morza (hiszp. Paseo a orillas del mar lub Paseo por la playa) – obraz namalowany w 1909 roku przez malarza hiszpańskiego Joaquína Sorollę, jest jednym z najbardziej rozpoznawalnych w dorobku artysty. Obraz przedstawia dwie kobiety: żonę artysty, Clotilde García (ta, która trzyma w ręce parasolkę), wraz ze swoją najstarszą córką, Maríą Clotilde. Kobiety spacerują o zmierzchu plażą Walencji, podczas gdy morska bryza rozwiewa ich delikatne stroje.
Obraz został zrealizowany w lecie 1909 roku, po powrocie z czwartej wystawy międzynarodowej Sorolli, która miała miejsce w Stanach Zjednoczonych na początku tego samego roku. Sukces, jaki osiągnął w Nowym Jorku, przypisuje się doskonałemu ukazaniu witalizmu i zestawienia kolorów. Trudności sprawia zakwalifikowanie stylistyczne dzieła. Choć większość badaczy wiąże je z postimpresjonizmem hiszpańskim, ze względu na użycie lekkiego pędzla, światło, kolor i ruch, który transmituje obraz, w rzeczywistości należy do stylu zwanego luminizmem walenckim (hiszp. Luminismo Valenciano lub Instantismo), Sorolla był najważniejszym reprezentantem tego kierunku na początku XX wieku. Celem malarza było uchwycenie momentu świetlnego, które stanowi główny temat dzieła.
Od 1911 Spacer brzegiem morza był przechowywany w madryckim domu artysty, który został przekształcony w Muzeum Sorolla w 1932.